# Museo Stieglitz

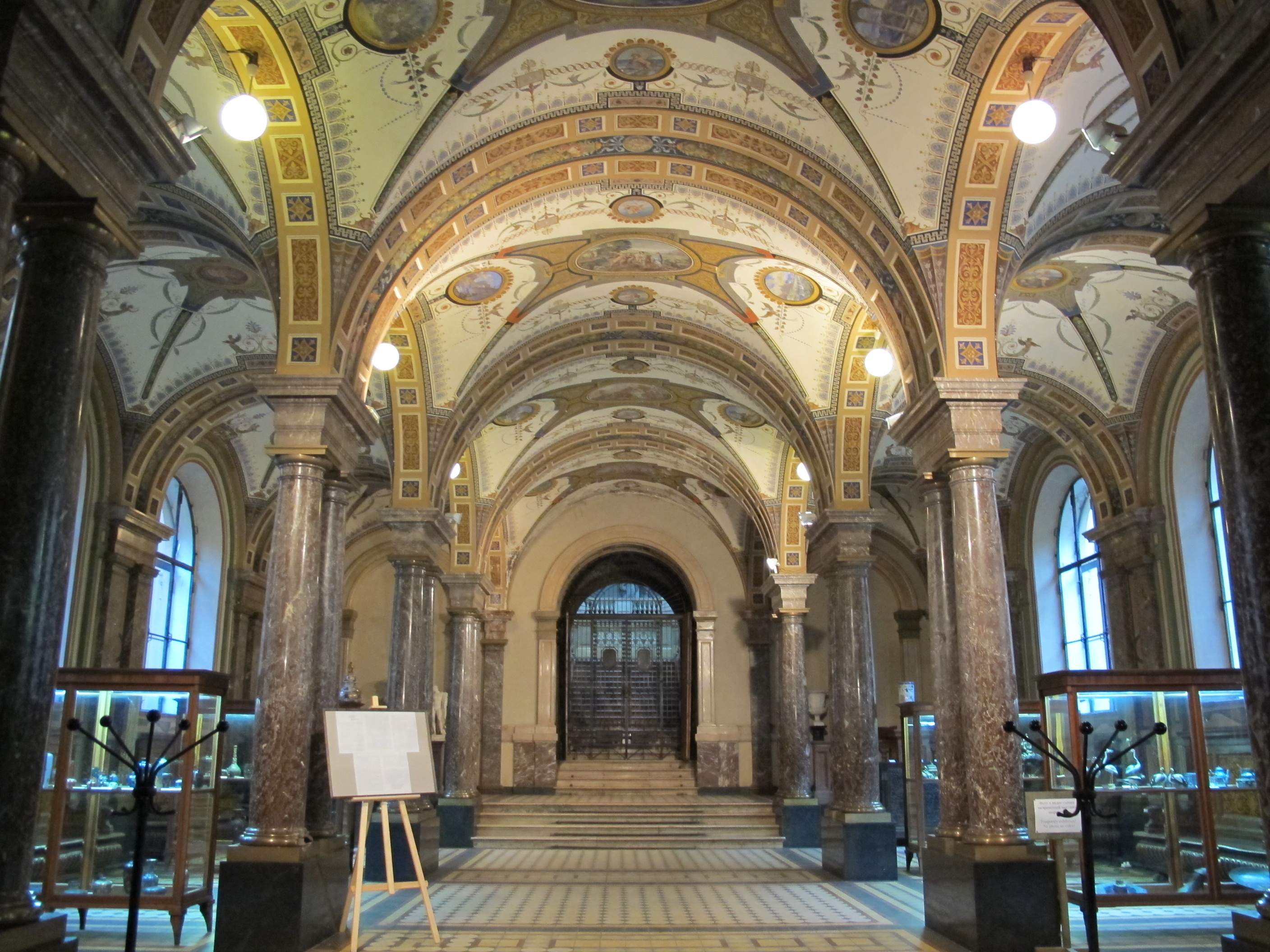
L'atrio.

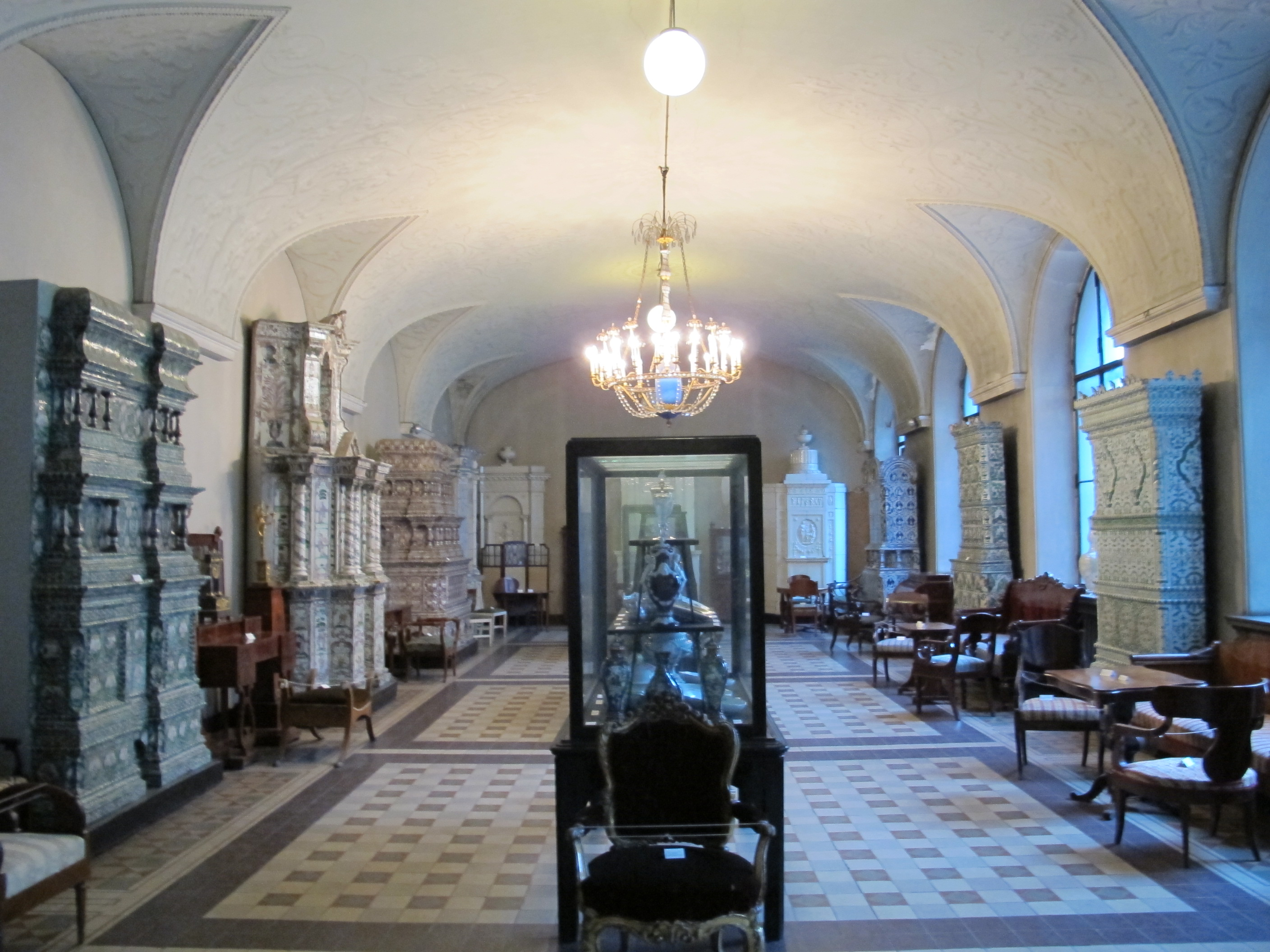
La sala delle stufe e delle porcellane.

Il Museo Stieglitz (in russo Музей Штиглица?, Muzej Štiglica) si trova a San Pietroburgo, in Soljanoj pereulok 13. Collegato all'Accademia Stieglitz di Arte e Industria, è un importante museo di arte applicata, oggi però visitabile solo in parte per importanti restauri dopo il semiabbandono in epoca sovietica, che sono tuttora in corso.

## Storia
Il barone Aleksandr Stieglitz fece fortuna con l'industria e nel 1876 decise di fondare la Scuola centrale di disegno industriale, con lo scopo di insegnare agli allievi le arti applicate circondandoli di originali d'alta qualità ai quali ispirarsi.
Grazie alle ampie disponibilità economiche e al buon gusto, suo e del genero Aleksandr Polovcov, la collezione crebbe arricchendosi di importanti pezzi d'arte sia occidentale che orientali ed eclissando presto la scuola: nel 1896 venne infatti inaugurato il Museo d'arti applicate.
L'edificio stesso, il palazzo della famiglia Stieglitz, fu edificato all'insegna di un estroso fasto, ispirandosi ai palazzi rinascimentali italiani, con citazioni, ideate dall'architetto Maksimilian Mesmacher, della biblioteca Marciana a Venezia, delle Logge di Raffaello in Vaticano e di Villa Madama a Roma, oltre a sale decorate rifacendosi a svariati stili nazionali, come il barocco tedesco o francese.
Con la Rivoluzione russa la scuola chiuse e il museo divenne una dipendenza dell'Ermitage. Con l'assedio di Leningrado l'edificio venne gravemente danneggiato e i restauri non sono ancora terminati. Alla fine della seconda guerra mondiale la scuola venne riaperta, per formare intagliatori e doratori addetti agli incombenti restauri in città, ovunque danneggiata dalla guerra.

## Percorso espositivo
In via indicativa, il percorso espositivo, oggi percorribile solo in parte, si snoda al piano terra, con opere di cristalleria, ceramiche, maiolica, porcellana europea. In una sala decorata come un ambiente medievale russo, ispirato all'interno del palazzo Terem al Cremlino, si trova la collezione di abiti, copricapi e ricami russi, mentre vicino si trova una serie di vetrine con una vasta collezione di bambole in abiti tradizionali. Gli oggetti in metallo (serrature, chiavi, utensili) si trovano in vetrine e spaziano dal medioevo all'era moderna. Notevole la collezione di mobilio, spesso intagliato, e quella delle monumentali stufe russe coperte da piastrelle, soprattutto risalenti al XVIII secolo.
La visita terminerebbe nella sala della Mostra solenne (attualmente chiusa), alta quanto due piani dell'edificio, con uno scalone in marmo italiano, un lucernario in vetro, e un camminamento balaustrato che la circonda al piano superiore.